# کولکی (استان ماسوویان)
کولکی (به لهستانی:  Kulki) یک روستا در لهستان است که در گمینا شننگتسا واقع شده‌است.
 کولکی  ۷۰ نفر جمعیت دارد.